# Kohima
Kohima (hindi कोहिमा, trb.: Kohima, trl.: Kohīmā; ang. Kohima) – miasto w północno-wschodnich Indiach, w górach Barajl. Jest stolicą stanu Nagaland. Miejsce walk podczas japońskiej ofensywy w 1944 roku. Zostało zaatakowane przez siły generała Kokotu Sato.
Liczba mieszkańców w 2003 roku wynosiła 83 300.